# Hagabadet
Hagabadet är en badanläggning i stadsdelen Haga (Haga 3:1) i Göteborg med anor från 1870-talet. Badet blev  byggnadsminne den 25 augusti 1997, eftersom det ansågs ha "...stora socialhistoriska värden genom att den belyser den tidens bostadsförhållanden och umgängesformer". Fastigheten ägs av Higab.

## Historik
Anläggningen uppfördes ursprungligen som Renströmska Bad- och tvättanstalten efter det att Sven Renström 1869 donerat medel till Göteborgs stad för "befordran av snyggheten, sundheten och hälsovården". 
Byggnaden ritades av Axel Kumlien med stadsarkitekten Victor von Gegerfelt som medhjälpare. Den togs fram i samråd med professor Carl Curman, som var den tidens främsta expert i balneologi. Anläggningen invigdes den 9 december 1876. Den bestod då av enklare karbad i en andraklassavdelning vänd mot Haga Östergata och en elegantare avdelning för första klass vänd mot Södra Allégatan. 
Badets mellandel förstördes i en brand år 1903. En nybyggnation gjordes efter ritningar av Wilhelm Klemming, som tidigare medverkat vid uppförandet av Sturebadet och Centralbadet i Stockholm. I och med detta fick badet en stor simhall. Med åren ansågs dock utrymmena vara för trånga och i samband med att det moderna Valhallabadet öppnades 1956 stängdes Renströmska. Byggnaden kom då att användas som bland annat teater, verkstad och lokal för klubbevenemang.
På 1970-talet ingick byggnaden i bevarandeprojektet för stadsdelen Haga, där badet länge setts som en väsentlig del. Sedan nyöppningen 1997 under det nuvarande namnet har man förutom badet avdelningar för bland annat friskvård, spa, konferens och en restaurang. 
Verksamheten vid badet är numera familjeägt av Per-Olof Johansson och Helene Johansson sedan friskvårdsföretaget Feelgood sålt företaget till VD:n och hans fru i maj 2013. Under hösten 2013 blev investmentbolaget Pegroco delägare i Hagabadet.

## Galleri

Foto från branden 1903 av Axel Hartman.
Interiör år 1915.
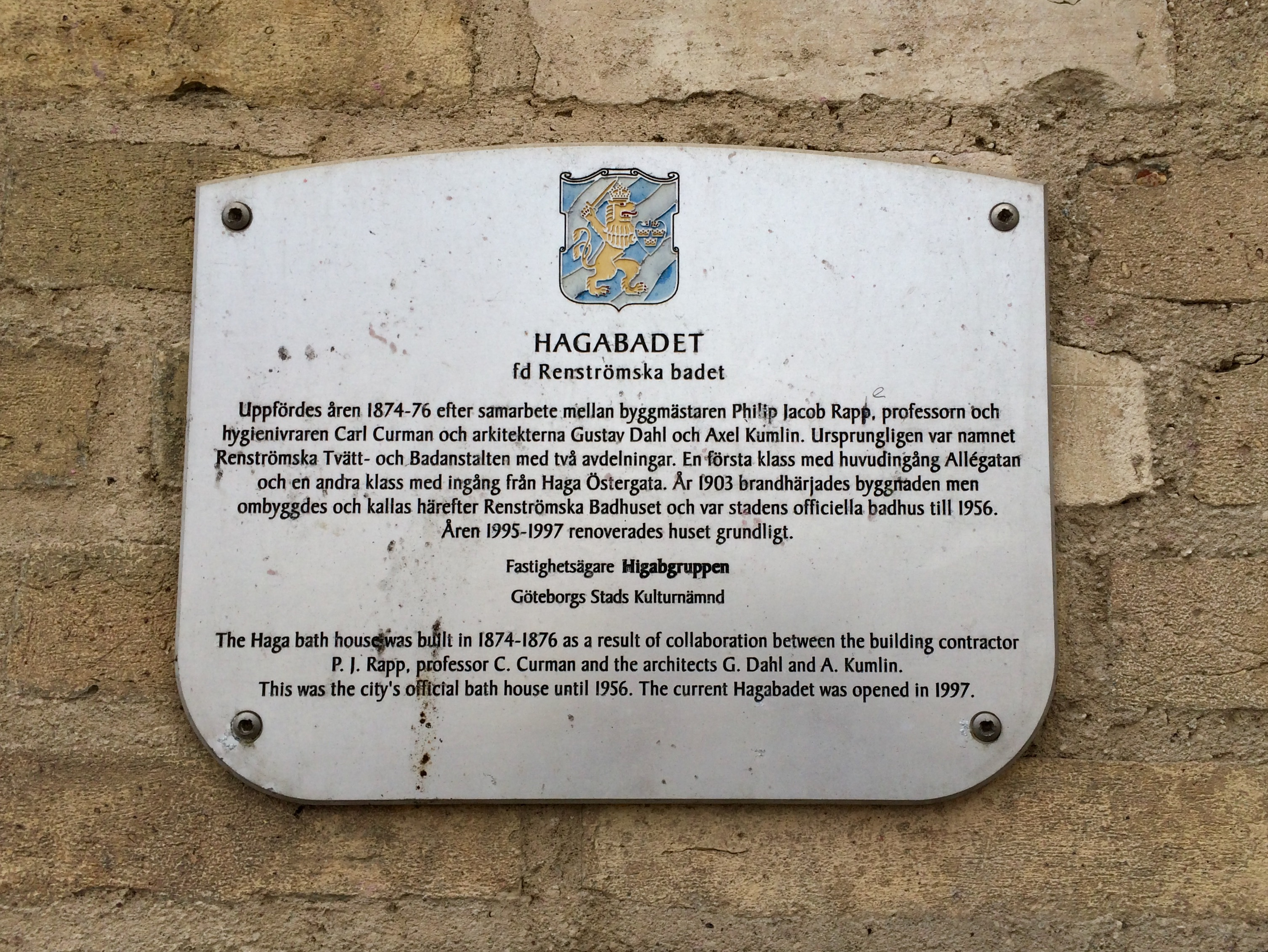
Plaketten sattes upp som en del av Göteborgs stads kulturnämnds "Projekt Husmärkning" kring åren 2000-2001 med drygt hundra skyltar.
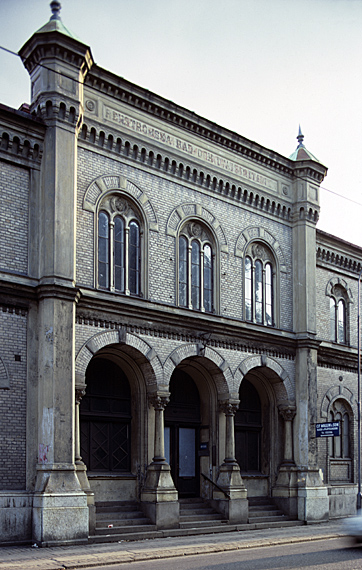
Entrén på Södra Allégatan. Fotografi av Pål-Nils Nilsson.
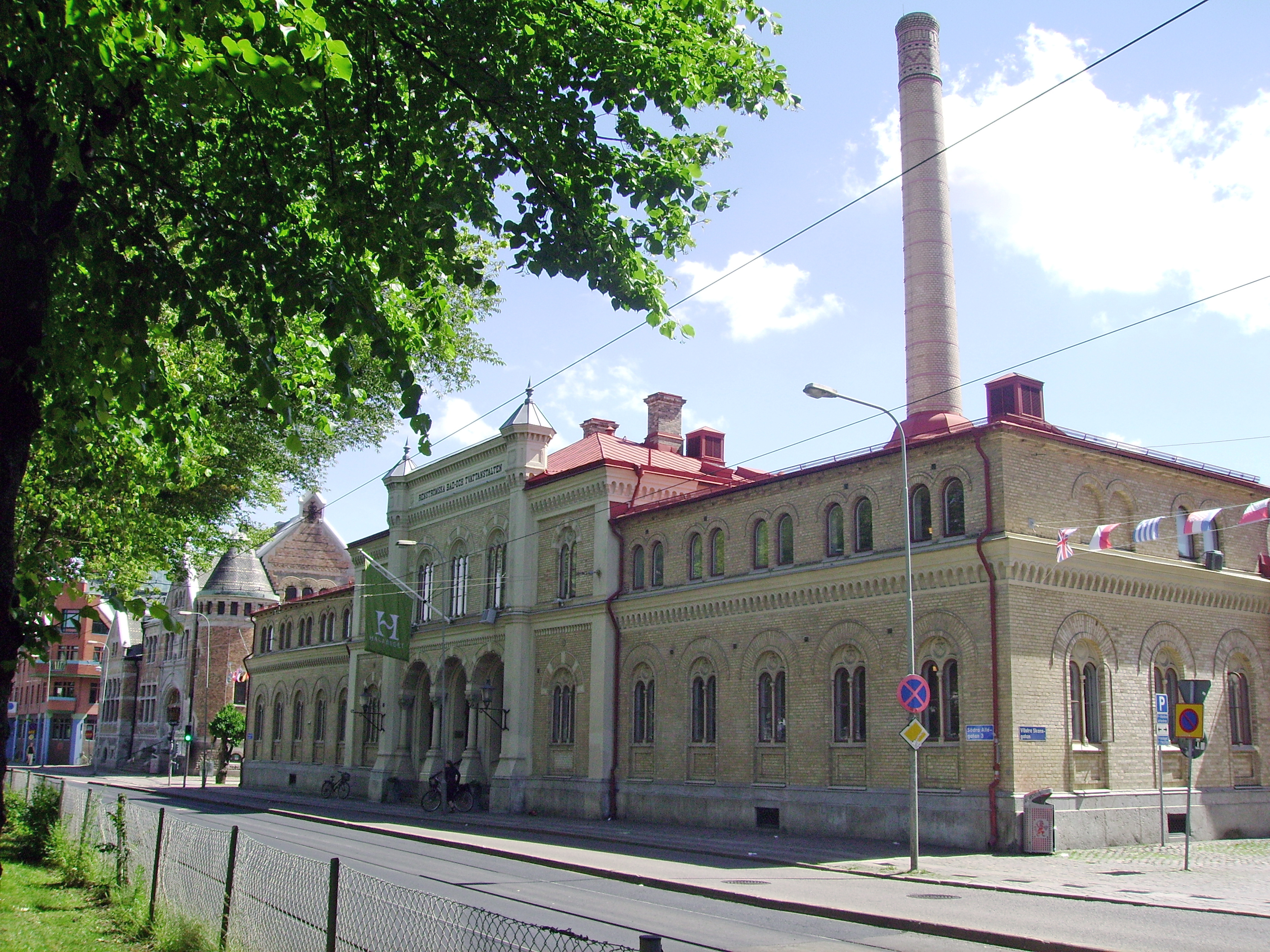
Hagabadet sett från Nya Allén.